# Nadleśnictwo Koło
Nadleśnictwo Koło – jednostka organizacyjna Lasów Państwowych podległa Regionalnej Dyrekcji Lasów Państwowych w Poznaniu, której siedziba znajduje się w Gaju (gmina Izbica Kujawska).
Powierzchnia nadleśnictwa wynosi 11 453, 45 ha (w tym powierzchnia leśna 11 015,74 ha). Zasięgiem obejmuje teren powiatu kolskiego (województwo wielkopolskie), gminy Izbica Kujawska (województwo kujawsko-pomorskie) oraz gminy Grabów i Świnice Warckie (województwo łódzkie). Na terenie nadleśnictwa znajduje się m.in. Las Rzuchowski.